# خالد العياف
خالد جاسر خالد العياف (1939 - 1995) شاعر كويتي، وأحد مؤسسي جمعية الفنانين الكويتيين، وهو الشقيق الاصغر للشاعر بدر الجاسر العياف.

## بدايته ونشاته هادئة
خالد جاسر خالد العياف أو خالد العياف وهو الاسم الذي اشتهر به وهو من مواليد منطقة المرقاب في مدينة الكويت في عام 1939 ، كتب الشعر الوجداني والعاطفي والرياضي، وعرف منذ طفولته بالهدوء وعدم السعي وراء الشهرة أو الاضواء، وعلى الرغم من النجاحات الكبيرة التي حققها على أكثر من صعيد، خاصة صعيد الاغنية، فمارس الرياضة في شبابه لكن ذلك لم يمنعه من كتابة الشعر، فكتب عشرات القصائد الرياضية والوطنية والعاطفية وقد اختير في عضوية الاتحاد الكويتي لكرة القدم وشغل منصبا إداريا في نادي السالمية الرياضي، أما على صعيد علاقته بالغناء التي بدأت منذ بدايات الشباب فقد انضم إلى عضوية جمعية الفنانين الكويتيين عام 1965 بعد 5 سنوات من دخوله مجال الشعر الغنائي التي جاءت مع أغنية 'كفي النسيان'.
وقد ساهم في النهوض بجمعية الفنانين في سنواتها الأولى بعد أن دخل عضوية مجلس إدارتها أكثر من مرة، كما عمل مساعدا لرئيس إدارة الشؤون الثقافية في وزارة الدفاع.

## إنتاجه الشعري والغنائي
تميز بغزارة إنتاجه الشعري وتعاون مع عدد كبير من المطربين والملحنين ومن أبرزهم المطرب الكبير عوض دوخي الذي لحن وغنى من اشعاره العديد من الاغاني منها (افراح البحرين)، (ساحر العشاق) (يوم النضال) (على بالك) (البارحة)، (حيرة)، كما لحن له الفنان الكبير محمود الكويتي أغنية (لا تقول صافحني)، كما كتب لدوخي أغاني عدة أخرى منها (على حبي) لحن نجيب رزق (البارحة يا حبيبي) - (الفرحة الكبرى) - (يا من جماله) - (بعد الغياب) - (ملك روحي) التي لحنها مرسي الحريري.
كما له عدة أشعار غناها المطرب الكبير سعود الراشد منها (حانت الفرصة) - (لا تزيد الملام) - (متى يا خلي) - (يا بلاد العز) - (يا ناس خلوا الملام)، أما المطرب الكبير محمود الكويتي فقد غنى ولحن العديد من الاغاني مثل (البلابل) - (أحلى غنوة) - (أحبك) - (جانا بشيره) وهي أغنية خاصة بشهر رمضان الكريم - (جمال الليالي) - (دموع العين) - (دق العود) - (صوت حرك شجوني) - (غزال) - (خلك معايا يا هوى) - (زيد والفرح) وهي أغنية وطنية، (صار لي أيام) - (عشرة الخلان) - (قلبي مجروح) - (نسيم الشوق) - (يابو الشعبة) - (يا حبيبي ليش) - (يا ورد زاهي) - (يا بحر الراس)، وامتدت تعاوناته الفنية الي جيل الشباب (آنذاك) فغنى له المطرب محمد المسباح بإيقاع بحري (من عيني الثنتين)، كما سجل العديد من الأغاني لفرقة التلفزيون مثل (يا بدر محلاك)، ولم يترك سفير الأغنية الخليجية عبد الله الرويشد، دون أن يمد معه جسور التعاون، فكانت الثمرة أغنية (أهلي عنك أبعدوني)، ولم يكن تعاونه مقصورا على مطربي الكويت فقد غنى من أشعاره عدد من أبرز المطربين العرب مثل وديع الصافي، سعاد محمد، شريفة فاضل، كارم محمود، هيام يونس.

## دواوين مطبوعة
- «أغنياتي» 1968.
- «همساتي» 1969.
- «حكاياتي»1971.
- «من حياتي» 1972.
- وكان بصدد الإصدار الخامس الذي اختار له اسم «أمسياتي» إلا أن القدر لم يمهله.

## وفاته
توفي الشاعر خالد العياف أثر وعكة صحية مفاجئة لم تدم طويلا في يوم السادس عشر من أبريل 1995 عن عمر ناهز 56 عام.